# در (فیلم ۲۰۰۹)
در (آلمانی: Die Tür) یک فیلم دلهره‌آور علمی–تخیلی به کارگردانی آنو زائول است که در سال ۲۰۰۹ میلادی منتشر شد.

## بازیگران
- مدس میکلسن
- جسیکا شوارتس
- توماس تیمه
- تیم سیفی
- هایکه ماکاچ